# Villette-lès-Dole
 Villette-lès-Dole  es una población y comuna francesa, situada en la región del Franco Condado, departamento de Jura, en el distrito de Dole y cantón de Dole-Nord-Est.

## Demografía
| 328 | 380 | 379 | 596 | 728 | 648 | 690 |
| Para los censos de 1962 a 1999 la población legal corresponde a la población sin duplicidades (Fuente: INSEE [Consultar]) |     |     |     |     |     |     |